# Alice (1990)
Alice ist eine Fantasy-Filmkomödie von Woody Allen, gedreht 1990 in den USA.

## Handlung
Alice Tate ist eine New Yorker Hausfrau der Oberschicht, die ihre Tage mit Einkaufen, Schönheitsbehandlungen und Klatsch und Tratsch mit ihren Freundinnen verbringt. Sie ist seit fünfzehn Jahren mit dem wohlhabenden Doug verheiratet, und sie haben zwei Kinder, die von einem Kindermädchen aufgezogen werden.
Eines Tages hat sie eine kurze Begegnung mit Joe Ruffalo, einem gut aussehenden Jazzmusiker. Sie fühlt sich auf geheimnisvolle Weise zu ihm hingezogen und empfindet katholische Schuldgefühle für diese Gefühle. Dieser innere Aufruhr äußert sich in Rückenschmerzen. Sie wird an Dr. Yang, einen asiatischen Kräuterspezialisten, verwiesen, der sie in Hypnose versetzt. Sie offenbart ihm, dass es in Wirklichkeit seine oberflächlichen Qualitäten waren, die sie anfangs zu ihrem Mann hingezogen haben: sein Aussehen und sein Geld. Sie offenbart auch ihre Gefühle für Joe.
Dr. Yang gibt Alice alte Kräuter, die sie dazu bringen, ihre Gefühle für Joe Ruffalo auszuleben. Sie vereinbaren ein Treffen. Als die Wirkung der Kräuter nachlässt, ist Alice entsetzt über ihr Verhalten. Sie geht nicht wie geplant zu dem Treffen mit ihm. Die nächsten Kräuter, die sie erhält, machen sie unsichtbar. Sie beobachtet Joe dabei, wie er seine Ex-Frau Vicki besucht. Sehr zum Entsetzen der prüden Alice lieben sie sich in Vickis Büro. Alice ist nun froh, dass sie sich nicht mit Joe getroffen hat. Mit dem nächsten Kräutermittel kann Alice jedoch mit dem Geist ihres ersten Liebhabers Ed kommunizieren. Er ermutigt sie, mehr über Joe herauszufinden. Alice und Joe treffen sich schließlich unter dem Vorwand, dass ihre Kinder eine „Spielverabredung“ haben. Die Treffen von Alice und Joe werden immer häufiger.
Als ihre Schuldgefühle wegen ihrer Beziehung zu Joe zu groß werden, kehrt Alice zu Dr. Yang zurück. Während sie den beruhigenden Inhalt einer Pfeife inhaliert, schläft Alice in Dr. Yangs Zimmer ein. Sie hat lebhafte Träume über ihre katholische Erziehung. Sie erinnert sich an ihre Mutter und daran, dass sie am glücklichsten war, wenn sie Menschen half. Ihr wird klar, dass sie in ihrem materialistischen Luxusleben viele ihrer Ziele aus den Augen verloren hat. Das wird ihr auch bei einem Benefizabend zu Ehren von Mutter Teresa, einem von Alices Vorbildern, klar. Nach der Benefizveranstaltung schlafen Joe und Alice miteinander. Alice merkt, dass sie sich in ihn verliebt hat.
Alice teilt die restlichen Unsichtbarkeitskräuter mit Joe. Sie hört, wie zwei ihrer Freundinnen über sie und Joe lästern. Der Tratsch weitet sich dann auf Doug aus, und es stellt sich heraus, dass auch er eine Affäre hat. Unsichtbar geht Alice zu seiner Büroparty, wo sie sieht, wie Doug eine Kollegin küsst. Als ihre Unsichtbarkeit nachlässt, konfrontiert sie Doug mit seinen Affären. Alice beschließt, Doug ein für alle Mal zu verlassen. Sie teilt dies Joe mit. Joe hat jedoch beschlossen, wieder mit seiner Ex-Frau zusammenzukommen, nachdem er ihre Therapiesitzungen ausspioniert hat, als sie unsichtbar war, und festgestellt hat, dass sie immer noch Gefühle für ihn hegt.
Fassungslos geht Alice zu Dr. Yang, der die Stadt verlassen will. Er gibt ihr ein letztes Päckchen mit Kräutern und sagt ihr, dass diese einen starken Liebestrank ergeben werden. Alice muss sich zwischen Joe und Doug entscheiden. Sie wendet sich an ihre Schwester Dorothy, um Rat zu holen. Doch Dorothy gibt eine Weihnachtsfeier, und die Kräuter werden in den Eierlikör gemischt. Alle Männer auf der Party verlieben sich in Alice. Sie flieht in Panik.
Zu Hause erzählt Alice Doug, dass ihre Ehe am Ende ist. Sie verrät ihm ihre Pläne, nach Kalkutta gehen und mit Mutter Teresa arbeiten zu wollen. Doug macht sich darüber lustig und bezweifelt, dass Alice ohne den Luxus, den sie gewohnt ist, überleben kann. Doch Doug wird eines Besseren belehrt. Alice geht nach Kalkutta, wo sie tatsächlich Mutter Teresa kennenlernt. Nach ihrer Rückkehr nach New York zieht sie in eine bescheidene Wohnung, zieht die Kinder alleine auf und engagiert sich in ihrer Freizeit ehrenamtlich. 

## Kritiken
- Roger Ebert schrieb, der Film sei seltsam und magisch. Die Dialoge seien typisch für die Allen-Filme. Zahlreiche Nebenrollen seien mit Stars besetzt.[1]
- film-dienst 4/1991: Sehr amüsante, aber im Umgang mit den Themen Treue und Selbstverwirklichung feinfühlige Komödie, makellos gespielt und sicher inszeniert. Durch ironische Distanzierung können vertraute Klischees aufgebrochen werden.

## Auszeichnungen
- National Board of Review Award für Mia Farrow im Jahr 1990.
- Nominierung für den Oscar für Woody Allen für das Drehbuch im Jahr 1991.
- Nominierung für den Writers Guild of America Award für Woody Allen im Jahr 1991.
- Nominierung für den Golden Globe für Mia Farrow im Jahr 1991.
- Nominierung für den César für Woody Allen im Jahr 1992.